# Acroceras mandrarense
Acroceras mandrarense är en gräsart som beskrevs av Aimée Antoinette Camus. Acroceras mandrarense ingår i släktet Acroceras och familjen gräs.
Artens utbredningsområde är Madagaskar. Inga underarter finns listade i Catalogue of Life.